# 崔暹 (尚书右仆射)
崔暹（?—559年），字季伦，博陵安平人，出自博陵崔氏的博陵第三房，汉代尚书崔寔之后。高祖父第三房崔氏始祖崔格。曾祖父崔蕃。祖父崔天護。父崔穆，曾擔任州主簿。崔暹早年是一书生，避居於渤海，依高乾为吏。崔暹妹嫁給高仲密，感情不好，高仲密休了崔氏，改娶李徽伯之女李昌仪。曾为開府諮議以兼丞相長史、御史中尉，深受高欢、高澄父子器重。官至尚书右仆射。
高洋荒淫，崔暹多次谏诤，高洋念他是重臣，格外容忍。天保十年（559年），崔暹去世後，高洋撫崔暹的靈柩而哭，贈開府。
子崔达拏，娶高澄女乐安公主。另一子崔波，隋荥阳郡赞治、除州司马。崔波子崔登，大业初为吏部给事郎、转并州于县令。
崔暹去世后，高洋亲自到崔家悼祭，问崔妻李氏：“你思念故夫么？”李氏回答：“当然思念。”高洋说：“思念就要去探望啊。”遂挥刀把李氏的头砍下，“掷于墙外”。